# バリケード (映画)
『バリケード』（Barricade）は2007年にオリジナルビデオとして製作されたドイツ・アメリカ合作のホラー映画。日本劇場未公開。キャッチコピーは「叫んでも、叫んでも、ムダだ!!」。
山にバカンスに来た若者たちと、その彼らを襲う殺人鬼の凶行をドイツ流の過激なスプラッター描写満載で描く。また、ストーリーにはH.P.ラヴクラフトの『潜み棲む恐怖』を下敷きにしている。

## スタッフ
メインスタッフ&キャストは右記のテンプレートを参照。
- 美術監督：ジェイソン・ビーム
- 特殊効果：オラフ・イッテンバッハ、ティモ・ローズ、
- 特殊効果助手：マノシュ（斧のシーンのみ、エンドロールに表記無し）
- 録音：ディルク・グラックス
- スチル写真：アンドリュー・ライジング
- スタント：マノシュ（エンドロール表記無し）
- スペシャル・サンクス：メル・ハウス

## レイティング
- 日本：未審査
- アメリカ：未審査
- オーストラリア：R（18禁）
- フランス：-18（初回審査）/-16（DVD再審査）